# Pierre Albarran
Pierre Albarran (Chaville, 18 maggio 1893 – Parigi, 24 febbraio 1960) è stato un tennista francese.
Ha conquistato la medaglia di bronzo in doppio alle Olimpiadi del 1920 con Max Decugis.
Nella sua carriera in singolare si è aggiudicato un torneo nel 1919. 
Era anche un giocatore nonché teorico del bridge.

## Palmarès

### Olimpiadi
- Bronzo a Anversa 1920 nel doppio maschile.